# Карвін (Малопольське воєводство)
Карвін (пол. Karwin) — село в Польщі, у гміні Конюша Прошовицького повіту Малопольського воєводства.
Населення — 458 осіб (2011).
У 1975-1998 роках село належало до Краківського воєводства.

## Демографія
Демографічна структура станом на 31 березня 2011 року:
|          | Загалом | Допрацездатний вік | Працездатний вік | Постпрацездатний вік |
| -------- | ------- | ------------------ | ---------------- | -------------------- |
| Чоловіки | 237     | 51                 | 160              | 26                   |
| Жінки    | 221     | 50                 | 127              | 44                   |
| Разом    | 458     | 101                | 287              | 70                   |